# Abedal Maleque ibne Rifá Alfami
Abedal Maleque ibne Rifá Alfami (em árabe: عبد الملك بن رفاعة; romaniz.: Abd al-Malik ibn Rifa'a al-Fahmi) foi o governador do Egito durante o Califado Omíada em 715–717 e 727. Era membro da comunidade de colonos árabes no Egito. Em 710, sucedeu seu tio no cargo de chefe de segurança (saíbe da xurta) do governador Curra ibne Xarique Alábeci. Quando Curra morreu no cargo em 715, foi promovido em seu lugar, o primeiro governador escolhido entre os árabes locais depois de várias décadas em que o cargo foi preenchido por vários nobres da família omíada e sua corte. Seu período no cargo foi uma continuação do de Curra e, de acordo com as fontes coptas, foi marcado pelo aumento da opressão fiscal, combinado com os esforços do governo para reprimir a evasão de impostos e o trabalho de corveia. Isso incluiu medidas como restringir sua capacidade de viajar por meio da emissão de passaportes, o que impediu muito o comércio na província. Em 727, Abedal Maleque foi novamente nomeado governador do Egito, mas morreu de uma doença após apenas algumas semanas no cargo e foi sucedido por seu irmão Alualide ibne Rifá Alfami.